# Glee: The Music, The Power of Madonna
Glee: The Music, The Power of Madonna é um extended play que contém canções apresentadas no episódio "The Power of Madonna", da primeira temporada da série Glee, no qual todas as faixas são covers da cantora Madonna. O EP debutou na primeira posição no Billboard 200, com 98 mil cópias vendidas em sua semana de estréia nos Estados Unidos. Essa foi a melhor posição alcançada até então por um álbum de trilha sonora de Glee, embora tenha sido sua venda de primeira semana mais baixa.
Todas as canções de The Power of Madonna foram lançadas como single, com exceção de "Burning Up". "Like a Prayer" obteve as melhores posições, em geral, alcançando a posição #2 na Irlanda e recebendo 87 mil downloads digitais nos Estados Unidos.

## Faixas
| N.º | Título                                  | Compositor(es)                                         | Artista original                            | Duração |  |
| 1.  | "Express Yourself"                      | Madonna, Stephen Bray                                  | Madonna                                     | 4:01    |  |
| 2.  | "Borderline / Open Your Heart"          | Reggie Lucas / Madonna, Gardner Cole, Peter Rafelson   | Madonna                                     | 2:18    |  |
| 3.  | "Vogue"                                 | Madonna, Shep Pettibone                                | Madonna                                     | 5:15    |  |
| 4.  | "Like a Virgin"                         | Billy Steinberg, Tom Kelly                             | Madonna                                     | 3:17    |  |
| 5.  | "4 Minutes"                             | Madonna, Timbaland, Justin Timberlake, Nathaniel Hills | Madonna feat. Justin Timberlake e Timbaland | 3:11    |  |
| 6.  | "What It Feels Like for a Girl"         | Madonna, Guy Sigsworth, David Torn                     | Madonna                                     | 4:32    |  |
| 7.  | "Like a Prayer" (feat. Jonathan Groff)  | Madonna, Patrick Leonard                               | Madonna                                     | 5:22    |  |
| 8.  | "Burning Up" (faixa bônus no iTunes[A]) | Madonna                                                | Madonna                                     | 3:06    |  |

A "Burning Up" é uma faixa é bônus apenas nos Estados Unidos e no Reino Unido. Em outros países, está na versão padrão.

## Cantores, Vocais e Canções
- Cory Monteith (Finn) - "Borderline / Open Your Heart", "Like a Virgin", "What It Feels Like for a Girl" e "Like a Prayer"
- Lea Michele (Rachel) - "Express Yourself", "Borderline / Open Your Heart", "Like a Virgin" e "Like a Prayer"
- Jonathan Groff (Jesse) - "Like a Virgin", "Like a Prayer" e "Burning Up"
- Amber Riley (Mercedes) - 	"Express Yourself", "4 Minutes" e "Like a Prayer"
- Naya Rivera (Santana) - "Express Yourself" e "Like a Virgin"
- Chris Colfer (Kurt) - "4 Minutes", "What It Feels Like for a Girl" e Like a Prayer
- Matthew Morrison (Will) - "Like a Virgin" e "What It Feels Like for a Girl"
- Mark Salling (Puck) - "What It Feels Like for a Girl"
- Dianna Agron (Quinn) - "Express Yourself"
- Jenna Ushkowitz (Tina) - "Express Yourself" e Like a Prayer
- Jayma Mays (Emma) - "Like a Virgin"
- Jane Lynch (Sue) - "Vogue"

## Paradas musicais
| Parada (2010)           | Melhor posição |
| ----------------------- | -------------- |
| Australian Albums Chart | 10             |
| Canadian Albums Chart   | 1              |
| Billboard 200           | 1              |
| Irish Albums Chart      | 5              |
| UK Albums Chart         | 4              |